# Kazimierz Talarczyk
Kazimierz Talarczyk (ur. 2 lutego 1920 w Poznaniu, zm. 6 maja 1972 w Kłodzku) – polski aktor filmowy i teatralny.

## Życiorys
W 1949 zdał aktorski egzamin eksternistyczny. Grał w Teatrze Aktora i Lalki w Poznaniu (1948-1949), w Objazdowym Teatrze Dramatycznym Domu Wojska Polskiego w Warszawie (1949-1950), w Teatrze Polskim w Poznaniu (1950-1953), w Teatrze Wybrzeże w Gdańsku (1953-1961) i (1962-1966), Teatrze Powszechnym w Warszawie (1961), Teatrze Powszechnym (1966-1967) i w Teatrze im. Stefana Jaracza w Łodzi (1967-1972). Był ojcem aktora Romana Talarczyka (męża aktorki Małgorzaty Talarczyk).
Grób aktora znajduje się na cmentarzu parafialnym w Wolsztynie.

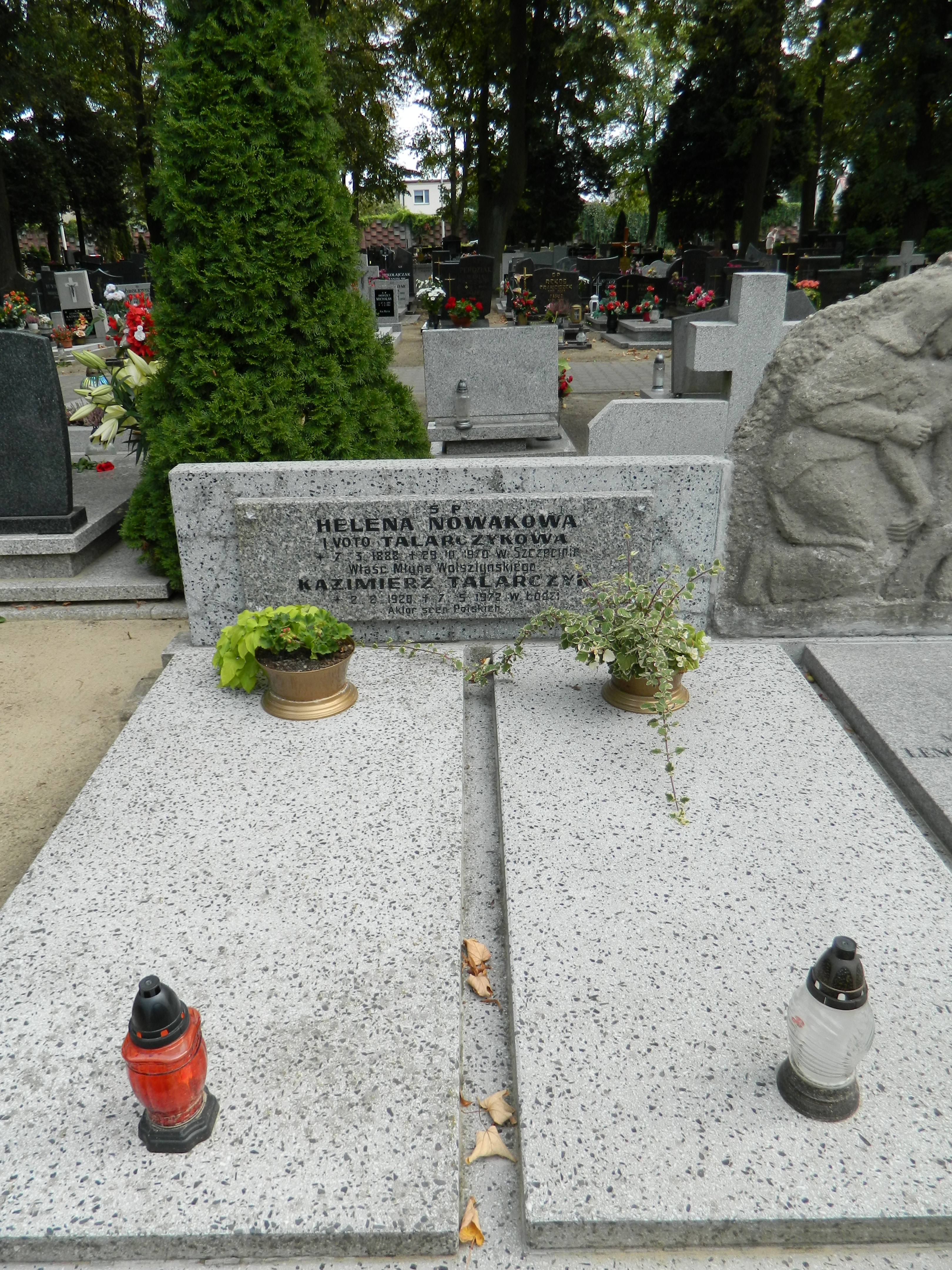
Grób Kazimierza Talarczyka na cmentarzu parafialnym w Wolsztynie (kwatera 35, rząd 10, nr grobu 12)

## Wybrana filmografia
- 1963: Gdzie jest generał... – pułkownik rosyjski
- 1967: Stawka większa niż życie – dowódca oddziału pancernego Wermachtu (odc. 17); serial TV
- 1967: Sami swoi – Antoni Wieczorek, sąsiad Pawlaka
- 1969: Tylko umarły odpowie – Makuch, ojciec Renaty, dozorca kamienicy Dąbka
- 1969: Co jest w człowieku w środku – chłop Józef Cudziński; film TV
- 1969: Przygody pana Michała – szlachcic na przyjęciu; serial TV
- 1969: Jak rozpętałem drugą wojnę światową – Woydyłło, członek grupy ucieczkowej Józka Kryski; serial TV
- 1969-1970: Czterej pancerni i pies – major wzywający "Rosomaka" (odc. 15, 19, 20); serial TV
- 1972: Chłopi – mieszkaniec Lipiec; serial TV